# クァク・ドウォン
郭度沅（곽도원、1973年5月17日 - ）は、本名郭炳奎（곽병규）、韓国の俳優である。

## 出演

### 映画
- もし、あなたなら ～6つの視線（朝鮮語版） （2003年）
- グッド・バッド・ウィアード （2008年）
- 今、このままがいい（朝鮮語版） （2009年）
- 母なる証明 （2009年）
- アジョシ （2010年）
- ミッドナイトFM（朝鮮語版） （2010年）
- 哀しき獣（2010年）- キム・スンヒョン役
- ヒーロー （2010年）
- プレイ （2011年）
- ヘッド （2011年）
- 悪いやつら （2012年） - チョ・ボムソク役
- ラブフィクション（朝鮮語版） （2012年）
- 漁村の幽霊 パクさん、出張す （2012年）
- ある会社員 （2012年）- クォン・ジョンテ役
- ベルリンファイル（2013年）
- 悪魔の倫理学（2013年）- キム・ステク役
- 弁護人（2013年） - チャ・ドンヨン役
- 傷だらけのふたり （2014年） - ヨンイル役
- タチャ 神の手（朝鮮語版） （2014年） - ドンシク役
- 無頼漢 渇いた罪（朝鮮語版） （2015年）- ムン・ギボム役
- 朝鮮魔術師（2015年）- クィモル役
- 哭声/コクソン （2016年）- ジョング役
- アシュラ （2016年）- キム・チャイン役
- ザ・メイヤー 特別市民（2017年）- シム・ヒョクス役
- 鋼鉄の雨（2017年）- クァク・チョルウ役
- 国際捜査!（2020年） - ビョンス役
- KCIA 南山の部長たち（2020年） - パク・ヨンガク（朴勈愨）役
- CCTV 呪われた現場（2021年） - 撮影監督 役
- 消防士 2001年、闘いの真実（2024年） - チョン・ジソプ 役[2]

### テレビドラマ
- 奇談伝説 （2009年、Eチャンネル）
- ミスターM （2010年、EBS）
- うちの母さんオードリー （2011年、EBS）
- ファントム （2012年、SBS）
- グッド・ドクター （2013年、KBS2） - カン・ヒョンテ役
- 怪しい家政婦 （2013年、SBS） - コ・ミングク役

### 舞台
- ハムレット （2001年）
- 田舎ソンビ チョ・ナンミョン （2001年）
- ソウル市民1919 （2003年
- 流浪劇団 （2004年）
- 垣根の下に立つポンソン （2004年）
- リア王 （2004年）
- エドワード・ボンドのリア （2007年）